# Outrage au public
Outrage au public est une pièce de théâtre de l'écrivain autrichien Peter Handke. On l'appelle parfois un "anti-jeu" en raison de ses renoncements à la théâtralité. Elle a été initialement publiée en allemand sous le titre Publikumsbeschimpfung (qui se traduit mieux par « Insulter le public ») en 1966 et créée en juin 1966 au Theater am Turm à Francfort dans le cadre de la "Semaine du théâtre expérimental".

## Synopsis
Dans Outrage au public, il n'y a pas d'intrigue. Aucune histoire n'est racontée. Au lieu de cela, le public est conscient que ce qu'il voit n'est pas une représentation de quoi que ce soit d'autre, mais est en fait assez littéral. Les acteurs répètent sans cesse qu'il ne s'agit pas d'une pièce de théâtre et que rien de théâtral ne se produira.
Les premières lignes de la performance sont « Vous êtes les bienvenus. Cette pièce est un prologue », un prologue, c'est-à-dire à toutes les représentations théâtrales futures.

## Analyse
Handke a utilisé ce rejet de la structure de jeu traditionnelle pour renforcer son intention anti-théâtre. Son but était d'amener le public à considérer ce que fait exactement le théâtre, en particulier le rôle du langage dans le théâtre.

## Genre
Il est difficile de classer une telle pièce non ludique dans un genre spécifique. À certains égards, Outrage au public pourrait être considéré comme une comédie noire car il utilise si fortement l'ironie. Cependant, l'intention de Handke était qu'il soit inclassable comme anti-genre et anti-forme.

## Musique
Handke a été influencé et inspiré par la musique de l'époque. L'une de ses "Règles pour les acteurs" est d'écouter Tell Me des Rolling Stones. Il a été particulièrement influencé par les Beatles. Deux autres de ses règles sont de voir les films des Beatles et de « regarder le sourire de Ringo » dans Quatre Garçons dans le vent (A Hard Day's Night).

## Production à Londres
La pièce est produite pour la première fois à Londres en 1970 au Almost Free Theatre de Soho par la TOC (The Other Company) de l'Interaction Arts Cooperative dirigée par l'écrivain et metteur en scène israélien Naftali Yavin ; le casting comprenait Andrew Norton, Judy Monahan, Jane Bond, Robert Walker et Jan Chappell.